# Brotherhood: Final Fantasy XV
Brotherhood: Final Fantasy XV (japonsky: ブラザーフッド ファイナルファンタジーXV, Burazáfudo: Fainaru Fantadží Fifutín) je krátký japonský anime webový seriál, na jehož tvorbě se podílelo studio A-1 Pictures a videoherní společnost Square Enix. Námětem pro seriál je videohra Final Fantasy XV a jednotlivé díly přinášejí pohled na dřívější životy všech čtyř protagonistů a na jejich přátelská pouta. Seriál vznikl jako podpůrný projekt ke hře a tvoří Final Fantasy XV Universe. 
Jednotlivé díly seriálu byly vysílány od 30. března do 17. září 2016 zdarma prostřednictvím služeb YouTube a Crunchyroll. K dispozici je pouze japonský dabing s anglickými titulky.

## Příběh
Příběh seriálu se odehrává ve fiktivním světě Eos, většinou na Lucianském kontinentu a v několika záběrech v Tenebrae. Odehrává se v čase, kdy Noctis a jeho parta cestovali v automobilu Regalii po Lucianském kontinentu. Království Lucis bylo nedávno rozvráceno invazí nepřátelské říše Niflheim a Noctis byl zrovna autem na cestě oklikou přes ostatní regiony do Altissie, kde se měl uskutečnit jeho sňatek s bývalou princeznou z Tenebrae, Lunafreyou Nox Fleuret.

## Obsazení
Seriál nadabovali pouze japonští dabéři.
| Noctis Lucis Caelum   | Tacuhisa Suzuki, Mijuki Satóová (dítě) |
| Gladiolus Amicitia    | Kenta Mijake                           |
| Prompto Argentum      | Tecuja Kakihara, Aki Kanedaová (dítě)  |
| Ignis Scientia        | Mamoru Mijano                          |
| Regis Lucis Caelum    | Cutomu Isobe                           |
| Lunafreya Nox Fleuret | Rina Kitagawaová                       |
| Iris Amicitiová       | Megumi Hanová                          |
| Gentiana              | Sajaka Kinošitaová                     |

## Seznam dílů
| Č. v seriálu | Původní název        | Režie          | Scénář          | Storyboard  | Premiéra         |
| --- | -------------------- | -------------- | --------------- | ----------- | ---------------- |
| 1 | Before the Storm     | Sóiči Masui    | Juniko Ajanaová | Sóiči Masui | 30. března 2016  |
| Noctis ve spánku vzpomíná na vážné zranění, které utrpěl ve svých 8 letech při útoku démona Marilith, jak byl zachráněn svým otcem Regisem a převezen do Tenebrae. Probral se na zadním sedadle Regalie cestou do Caemu a s ostatními se rozhodl stavit v restauraci. Málem ale byli prozrazeni, neboť dle okupační správy Niflheimu nad Lucisem byl Noctis oficiálně prohlášen za mrtvého. Nad restaurací však proletěl magitekský letoun a vysadil v poli výsadek magitekských vojáků, a tak čtveřice raději spěšně odjela pryč. Najedli se raději pod rouškou tmy v krajině při stanování jídla, které připravil Ignis, zatímco Prompto neustále fotografoval a Noctis děkoval, že s ním absolvují jeho cestu. Brzy ráno pokračovali, ale cestu jim zatarasil magitekský letoun s magitekskými vojáky. Ignis navrhl proti zdrcující přesile strategii a boj byl úspěšný. Pak se nad nimi objevil další letoun, z kterého byl shozen démon Marilith, jenž měl podobu přerostlé hadovité nagy, vyzbrojené šesti meči. Díl končí tím, jak se Noctis postavit strachu z dětství a na démona zaútočil. |                      |                |                 |             |                  |
| 2 | Dogged Runner        | Ajako Kurata   | Juniko Ajanaová | Sóiči Masui | 14. června 2016  |
| Prompto řídí Regalii po silnici v lese a ostatní kromě spícího Noctise mají obavy z jeho řidičského „umění.“ Nakonec málem nabourá, když se těsně vyhne zraněnému štěněti na silnici. Prompto štěně začal ošetřovat a vzpomínal na své dětství. Tehdy byl tlustý, brýlatý chlapeček bez kamarádů, jehož jedinou zálibou bylo focení a konzumace nezdravých jídel z fast foodů. Moc se mu nevěnovali ani jeho rodiče. Jednoho dne našel cestou ze školy, kam chodil společně s Noctisem, zraněné štěně a přinesl si ho domů, kde ho měl několik dnů, než mu uteklo. Štěně se vrátilo do Tenebrae za svou paní Lunafreyou, která se již obávala, že se Pryně něco stalo. Na kapesníku, kterým byla zavázaná rána, bylo vyšito Promptovo jméno, a tak Gentiana navrhla ho najít. Za nějaký čas našel Prompto ve schránce dopis od Lunafreyi, která ho žádala, aby byl dobrým přítelem Noctise, jenž mnoho kamarádů nemá a ve škole se ostatních spíše straní. Prompto se s ním pokusil skamarádit, ale vlivem nedorozumění si usmyslel, že musí nejprve zhubnout, aby byl hoden přátelství korunního prince, a tak začal běhat a jíst zdravěji. V boji s nadváhou uspěl až za několik let, kdy s Noctisem začal chodit na střední školu. Tehdy si začal více věřit a s Noctisem se skutečně spřátelil. Zpátky v současnosti se Prompto optal, zda si bude smět v Altissii promluvit s Lunafreyou o samotě. |                      |                |                 |             |                  |
| 3 | Sword and Shield     | Šúdži Mijahara | Juniko Ajanaová | Sóiči Masui | 7. července 2016 |
| Tento díl začíná bitvou se zdivočelými velkými zvířaty, do které se připletli magitekští vojáci a Gladiolus vyhlásil soutěž, kdo jich zlikviduje nejvíc. Gladiolus vzpomínal na své tréninkové boje s dřevěnými meči proti Noctisovi, když byli malí. Tehdy ho považoval za rozmazleného spratka a ne za korunního prince, navíc nesnesl během služby coby kandidát do hradní stráže pomyšlení, že mu bude muset dělat v budoucnu králův štít. O tom byl nucen si večer povídat se svou mladší sestrou Iris, která nevěřila, že je to tak zlé, tak následující den přišla do citadely ze školy úplně sama, aby Noctise viděla, a trucovala, dokud jí jeden ze zřízenců nešel zařídit audienci s princem. Z čekárny ale šla sledovat kočku, která mířila průlezy mimo citadelu, až se ztratila při setmění v dešti v parku. Noctis zahlédl Iris, vydal se za ní a skamarádil se s ní, a pak ji ve tmě odvedl zpět. Mezitím ji v citadele Gladiolus zoufale hledal. Jakmile se oba vrátili a osušili se, začal ji Gladiolus vyslýchat, avšak Noctis pověděl, že to on ji vylákal ven. Král Regis ho napomenul, že člen královské rodiny nemůže odejít a nikomu nic neříct, a zda si uvědomuje, že mohl Iris ohrozit. Noctise potrestal domácím vězením. Gladiolus zuřil, ale Iris mu doma s brekem vše vysvětlila. Následujícího dne Gladiolus vysvobodil prince z domácího vězení pod záminkou lekce boje s mečem a v tělocvičně mu poděkoval za vyžehlení Irisina průšvihu. Tentokrát ho už nepovažoval za rozmazleného a oba se tímto spřátelili. Zpět v bitvě s magitekskými vojáky skončilo jejich skóre 4:4. |                      |                |                 |             |                  |
| 4 | Bittersweet Memories | Šúdži Mijahara | Juniko Ajanaová | Sóiči Masui | 17. srpna 2016   |
| Po návratu party do Lestallumu, kde šel Noctis s Promptem ven, se Ignis rozhodl upéct Noctisovy oblíbené koláčky a vzpomínal. Před pár lety je pekl v citadelské kuchyni, aby je donesl Noctisovi, který se přestěhoval na internát střední školy. Ve svém pokoji měl ale neuvěřitelný nepořádek, a tak se Ignis pustil do úklidu a vaření. Když se Noctis večer vrátil, dal si jako dezert koláčky, ale nebyly přesně takové, jak si je pamatoval. Když se loučili, Ignis mu připomněl, aby nenechával otevřené balkónové dveře a odpadky na zemi. Pokud prý nebude schopen žít sám, vrátí ho do citadely. Pak mu dal zprávu z nejvyšší politiky, aby ji nastudoval, i když ho čekalo zkouškové období, protože povinnosti prince jsou důležitější. Druhý den Noctis posnídal s Promptem koláčky a vyprávěl mu, že je prvně ochutnal v Tenebrae a Ignis se je snaží napodobit. Jenže si nepamatuje na recept. Ignis mezitím prince zastoupil na jednání vlády o přestřelkách s Niflheimem a Regis, jemuž se zhoršilo zdraví a začal chodit o holi, mu děkoval za péči o Noctise. Ten následující den po prvním dnu zkoušek zahlédl otce v televizi, jak se musí opírat o hůl, a dostal o něj strach. S Promptem se šel bavit, aby to zahnal, ale pak musel čelit Ignisovi, kterého zklamalo, že se na zprávu ani nepodíval, a tak mu odrecitoval zprávy o provokacích Niflheimu, o míru v Insomnii díky bariéře a o králi, který se moc neukazuje na veřejnosti, aby se soustředil jen na bariéru. Noctis to ale nechtěl poslouchat a na Ignise křičel. Ignis tedy odešel a vyzval ho, aby nad tím aspoň přemýšlel. Dalšího dne pozval Gladiolus Noctise a Prompta k sobě domů, kde si dali tréninkový duel, avšak Noctis se nebyl schopen soustředit, a tak se svěřil, že ho trápí možnost, že Regis možná zemře a on bude muset usednout na trůn. Gladiolus poté vyhledal Ignise, že má Noctise příště přivést za ním, pokud bude zanedbávat své povinnosti, a aby o něm nesmýšlel špatně. Ignis večer přišel za Noctisem, který si konečně prostudoval tu zprávu a pokoušel se poprvé sám vařit, ale zničil všechny suroviny i pánev. Ignis s sebou nic neměl, tak spolu povečeřeli jen levné nudle, přičemž se poprvé dobře bavili. Ignis se omlouval, že si minule dovolil příliš, a Noctis ho chválil, že minule ty koláčky už byly skoro přesně a chce ochutnat další. Zpět v současnosti Ignis dopekl a Noctis po návratu z ulic Lestallumu řekl, že to zase není ono. |                      |                |                 |             |                  |
| 5 | The Warmth of Light  | Sóiči Masui    | Juniko Ajanaová | Sóiči Masui | 17. září 2016    |
| Tento díl je pokračováním prvního dílu a parta bojuje proti Marilith, šokována, že Niflheim používá démony jako zbraně. Noctis během bitvy vzpomínal na cestu do Tenebrae, když mu bylo osm. Tehdy královský kordon automobilů zastavil u hořícího odstaveného auta, jež vybouchlo. Zpoza ohně se vynořil démon Marilith a začal meči sekat do auta, kde byl Noctis. Král a jeho doprovod byl trochu opožděn a Noctis se svou chůvou prchali před démonem pryč. Chůva nakonec byla Marilith zabita a Noctis vážně zraněn. Regis vyvolal královské zbraně a Marilith přiměl spadnout z útesu. Zpět v současnosti pokračuje zuřivá bitva party s démonem, ale Marilith dokázala Noctise přehodit z útesu do moře. Krvácející Noctis se však dokázal z vody odwarpovat zpět, usekal ji pár paží a s ostatními ji dorazil zkrácením o hlavu. Noctis pak na kraji útesu poklekl a v dojetí z vyhrané bitvy a ze vzpomínek na Tenebrae a na otce se rozplakal. Poté se v Regalii vydali směrem k Caemu a probírali bitvy, které je proti Niflheimu čekají. |                      |                |                 |             |                  |